# Fei Lian
Fei Lian (chinês tradicional: 飛簾; chinês simplificado: 飞帘; Pinyin: fēi lián), tradução literal: cortina esvoaçante) era a divindade chinesa do vento. Ele tinha a forma de um dragão alado, com cabeça de cervo e rabo de cobra. Trazia o vento consigo em uma bolsa, aumentando os problemas por onde passava. Fei Lian é mantido sob controle por Houyi, o arqueiro celeste. Em sua forma humana, Fei Lian é conhecido como Feng Bo.